# 東童多英子
東童多英子（とうどう たえこ、1968年10月25日 - ）は、松下電工彦根所属の中国系日本人元卓球選手。中華人民共和国、遼寧省生まれ。中国名は趙多多。遼寧省体育技術学院を卒業。日本に帰化後、帰化選手同士の小山ちれとダブルスを組み、1996年アトランタオリンピックに女子シングルスとダブルスで出場。シングルスは予選で敗退したものの、ダブルスでは5位入賞を果たした。

## 主な戦績
1995年
- オーストラリアオープン 女子シングルス 優勝、女子ダブルス 優勝
- 全日本卓球選手権大会 女子シングルス 準優勝

1996年
- アトランタオリンピック 女子ダブルス 5位（小山ちれペア）